# 小行星6044
小行星6044（英語：6044 Hammer-Purgstall）是一颗围绕太阳公转的小行星。1991年9月13日，卢茨·D·施耐德、佛蒙特·伯根在陶腾堡发现了此天体。
这颗小行星的绝对星等为308.6513440535002等。